# Діана, принцеса Уельська
Діана Френсіс Спенсер (англ. Diana Frances Spencer), у шлюбі принцеса Уельська (англ. Diana, Princess of Wales), широко відома як принцеса Діана, леді Діана та леді Ді (1 липня 1961, Сандрінгемський палац, Сандрінгем, Норкфолк, Велика Британія — 31 серпня 1997, Госпіталь Пітьє-Сальпетрієр, Париж, Франція) — британська аристократка, благодійниця, активістка руху проти виробництва протипіхотних мін, ВІЛ-СНІД активістка, захисниця довкілля, філантропка щодо онкохвороб та психічних розладів, світська левиця, культурна ікона, гуманістка. Донька графа Джона Спенсера, віконта Елторпа, та Френсіс Рут Рош. Перша дружина Чарльза III, мати Вільяма, принца Уельського і принца Гаррі, герцога Сассекського.
Діана народилася в знатній британській родині Спенсер-Черчилль, до якої належали Джон Черчилль та Вінстон Черчилль, і росла поруч із королівською сім'єю в Сандрінгемському палаці. У 1981 році одружилася з принцом Чарльзом, старшим сином королеви Єлизавети II, й отримала титул принцеси Уельської.
Як принцеса Уельська, Діана виконувала королівські обов'язки від імені Єлизавети II і представляла її в країнах Співдружності. ЗМІ постійно висвітлювали благодійну діяльність принцеси через її нетрадиційний підхід. Спочатку Діана працювала з благодійними організаціями, які допомагали людям похилого віку та дітям, проте пізніше працювала у двох конкретних суспільних кампаніях: покращення ставлення та прийняття в суспільстві хворих на СНІД та робота зі знешкодження наземних мін, що просувалась Комітетом Червоного Хреста. Крім того, принцеса опікувалась підвищенням обізнаності і допомогою та лікуванням хворих на онкологічні та психічні розлади.
Шлюб із принцом розпався у 1992 році через несумісність і обопільні позашлюбні стосунки. В 1996 відбулось офіційне розлучення за наполягання королеви Єлизавети II.
Діана спершу була відома скромністю, але її харизма і дружелюбність здобули прихильність публіки і допомогли її репутації пережити крах шлюбу. ЗМІ часто називали принцесу іконою моди 1980-х та 1990-х років, а також «найфотогенічнішою жінкою на планеті».
В 1997 році принцеса Діана загинула в автокатастрофі в Парижі за суперечливих обставин. Трагедія викликала суспільний траур, обставини її смерті широко висвітлювали ЗМІ по всьому світу. Спадщина Діани справила великий вплив не тільки на королівську родину, а й на британське суспільство. Одна з найпопулярніших у світі жінок свого часу. У Великій Британії завжди вважалася найпопулярнішою з членів королівської сім'ї, її називали «королевою сердець» (англ. Queen of Hearts).

## Біографія

### Ранні роки
Діана Френсіс Спенсер народилася 1 липня 1961 року в Парк-хаусі на території Сандрінгемського палацу. Вона була четвертою з п'яти дітей у сім'ї Джона Спенсера, 8-го графа Спенсера (1924—1992) та Френсіс Рош (1936—2004). Незважаючи на формально «некоролівське» походження, Діана мала королівську кров. Її предки за батьківською лінією були носіями королівської крові через позашлюбних синів короля Карла II і позашлюбних дочок короля Якова II. Особи роду Спенсер здавна мешкали у самому центрі Лондона, в Спенсер-гауз. Сім'я Спенсерів протягом кількох поколінь була тісно пов'язана з королівською сім'єю; бабусі Діани: Синтія Спенсер, графиня Спенсер, і Рут Рош, баронеса Фермой, служили фрейлінами для королеви-консорт Єлизавети Боуз-Лайон.
Джон і Френсіс сподівалися на народження хлопчика, тому впродовж тижня у новонародженої не було імені, поки батьки не зупинилися на варіанті Діана Френсіс на честь матері та Діани Спенсер, герцогині Бедфорда (1710—1735), сестри британського політика Джона Спенсера (1708—1746), чиїм нащадком і є Діана; крім того, герцогиня Бедфорд була відома стосунками, що не привели до шлюбу, з Фредеріком, принцом Уельським. Між собою у сім'ї Діану також називали «герцогинею», оскільки вона вже з дитинства проявляла відповідну цьому статусу поведінку.
Батьки Діани розлучилися, коли їй було 7 років, в 1969 році її мати вступила в шлюб з Пітером Шанда Кіддом. У 1967 році, під час розлучення, Діана жила з матір'ю в Лондоні, але на Різдво того року батько заборонив Діані повертатися до Лондона з нею. Пізніше він став опікуном Діани разом із колишньою тещею, Рут Рош. В 1976 році батько одружився з Рейн, графинею Дартмутською, стосунки між нею і Діаною не склалися.
Діана вважала своє дитинство нещасним і нестабільним через проблеми у шлюбі батьків та застосування батьком насильства до матері: він міг ударити її по обличчю при дітях. У 1975 році, коли батько отримав титул графа Спенсера, Діана здобула поштивий титул «леді», і вся родина переїхала до Елторпа.

### Освіта та кар'єра

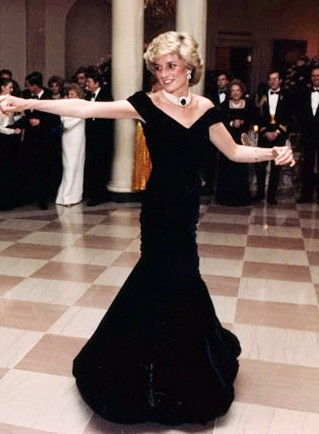
Принцеса Діана танцює з Джоном Траволтою на прийомі в Білому домі

Діана отримала домашню освіту від гувернантки Гертруди Аллен. Першою школою майбутньої принцеси Уельської стала школа Сілфілд у Кінгс-Лінні, в 1970 році вона переїхала до Ріддлсворт-голу, приватної школи-інтернату для дівчаток. У 1973 році перевелася до школи для дівчаток Вест-Гіт, щоб навчатися разом із сестрами. Діана не була гарною ученицею і двічі провалювала іспити на здобуття сертифікату про загальну освіту, проте її видатний товариський дух був відзначений нагородою школи Вест-Гіта. В 1977 році Діана випустилась з Вест-Гіта. До того моменту вона була досить сором'язливою, за згадками Чарльза. Діана була талановитою піаністкою, займалася плаванням і дайвінгом, танцювала балет і чечітку. У шкільні роки перемогла в конкурсі чечітки і мріяла про кар'єру балерини, але завадив її зріст (178 см), який вважався зависоким. Уже принцесою Уельською вона приголомшила американців, станцювавши на прийомі чечітку разом з Джоном Траволтою.
В 1978 році Діана впродовж 3-х місяців працювала нянею у Філіппи і Джемері Вітакерів в Гемпширі. Вона також вступила до Альпійського інституту Вільдеманетт, де провчилася 1 семестр, після чого повернулася до Лондона і жила в квартирі з матір'ю та друзями. Там Діана записалася на прискорені кулінарні курси та влаштовувалась на низькооплачувані посади, зокрема працювала вчителькою танців, але через інцидент під час катання на лижах мусила припинити працювати на три місяці. Потім влаштувалася помічницею в дитячий садок, займалась прибиранням для сестри Сари та кількох її друзів, а також була офіціанткою на вечірках. В 1980 році Діана працювала нянею в родині Робертсонів. Мері Робертсон згадувала, що вона була «дуже сором'язливою і турботливою» з її сином Патріком. Потім Діана працювала помічницею вихователя у дитсадку в Пімліко. У липні 1979 року мати подарувала Діані квартиру в багатоквартирному будинку в Кенсінгтоні, де вона проживала до 1981 року з трьома подругами.

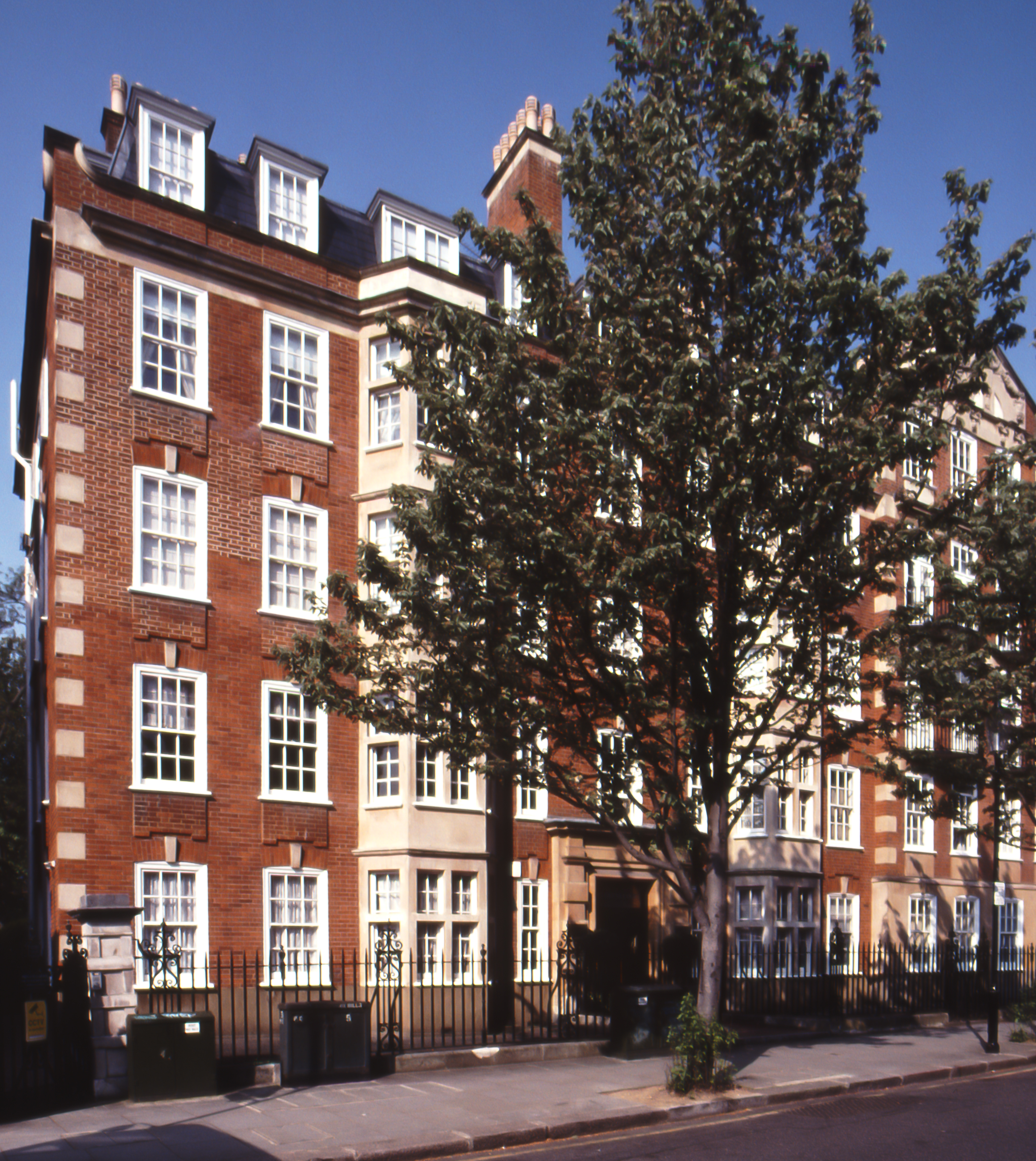
Фотографія багатоквартирного будинку у Кенсінгтоні, де Діана жила з 1979 по 1981 роки

### Знайомство і заручини з принцом Чарльзом
Взимку 1977 року Діана познайомилася з принцом Чарльзом, старшим сином королеви Єлизавети II. Тоді Чарльз зустрічався з її старшою сестрою Сарою Спенсер і Діана не звертала на нього жодної уваги. Влітку 1980 року Чарльз і Діана знову зустрілися на заміському уїкенді, і тоді майбутній король Великобританії почав розглядати її як потенційну наречену. Стосунки почали розвиватися, коли Чарльз запросив Діану провести вихідні на королівській яхті «Британія» та порибалити на Коузі. Згодом її було запрошено до замку Балморал, шотландської резиденції королівської родини, щоб познайомитися із сім'єю принца. Єлизавета II, її чоловік Філіп, герцог Единбурзький та Єлизавета, королева-консорт, добре прийняли Діану. 6 лютого 1981 року він зробив їй пропозицію у Віндзорському замку, і Діана погодилася, але заручини зберігалися в секреті ще два з половиною тижні.

### Весілля
24 лютого 1981 року про заручини було оголошено офіційно. Діана самостійно обрала собі обручку. Після заручин вона залишила роботу і на якийсь час переїхала в Кларенс-хаус, де жила Єлизавета, королева-консорт. До весілля Діана проживала в Букінгемському палаці, де, згідно з біографом Інгрід Сьюард, її життя було неймовірно самотнім. Діана була першою англійкою з часів Анни Гайд, що одружувалася з членом королівської родини, першим в лінії престолонаслідування, і першою королівською невісткою, що мала оплачувану роботу до шлюбу. Її перший публічний захід із Чарльзом відбувся на благодійному балі в березні 1981 року, де вона познайомилася з Грейс, 10-ю княгинею Монако.
Весілля відбулось 29 липня того ж року в Соборі Святого Павла. При вступі в шлюб Діана отримала титул принцеси Уельської. До весілля була прикута велика увага публіки і ЗМІ: близько 600 тисяч людей вийшли на вулиці Лондона, аби привітати молодят, понад 750 мільйонів осіб в усьому світі подивилися телетрансляцію, тому преса охрестила одруження Діани «весіллям століття».
Після весілля Діана стала третьою за рангом жінкою у Великобританії в порядку старшинства (після Єлизавети II та її матері), була п'ятою і шостою в порядку старшинства в інших володіннях, після королеви, відповідних намісників, герцога Единбурзького, королеви-матері та принца Уельського. У наступні роки Єлизавета II надала їй видимі відзнаки як члена королівської родини: тіару королеви Марії та Королівський сімейний орден королеви Єлизавети II.

### Діти
В 1981 році Принцеса Діана задрімала на одному заході в музеї Альберта і Вікторії. Наступного дня було офіційно оголошено про її вагітність. У 1982 та 1984 роках Діана народила синів: принца Вільяма та Гаррі Уельських, наступних у черзі спадкування британської корони після свого батька.
Діана говорила, що під час другої вагітності вона значно зблизилась з чоловіком: «Ми були ближчими, ніж будь-коли раніше і ніж змогли би будь-коли у майбутньому». За словами принцеси, Чарльз був розчарований народженням Гаррі, тому що хотів дочку: «Чарльз завжди хотів дівчинку. Я знала, що буде хлопчик, бо побачила на знімку, але не сказала йому. Народився Гаррі, у нього було руде волосся, і він був хлопчиком. Спочатку Чарльз сказав: „Господи, це хлопчик“, а потім: „І у нього навіть руде волосся“». Також на хрещенні Чарльз сказав матері Діани, що «ми були дуже розчаровані, адже думали, що буде дівчинка».

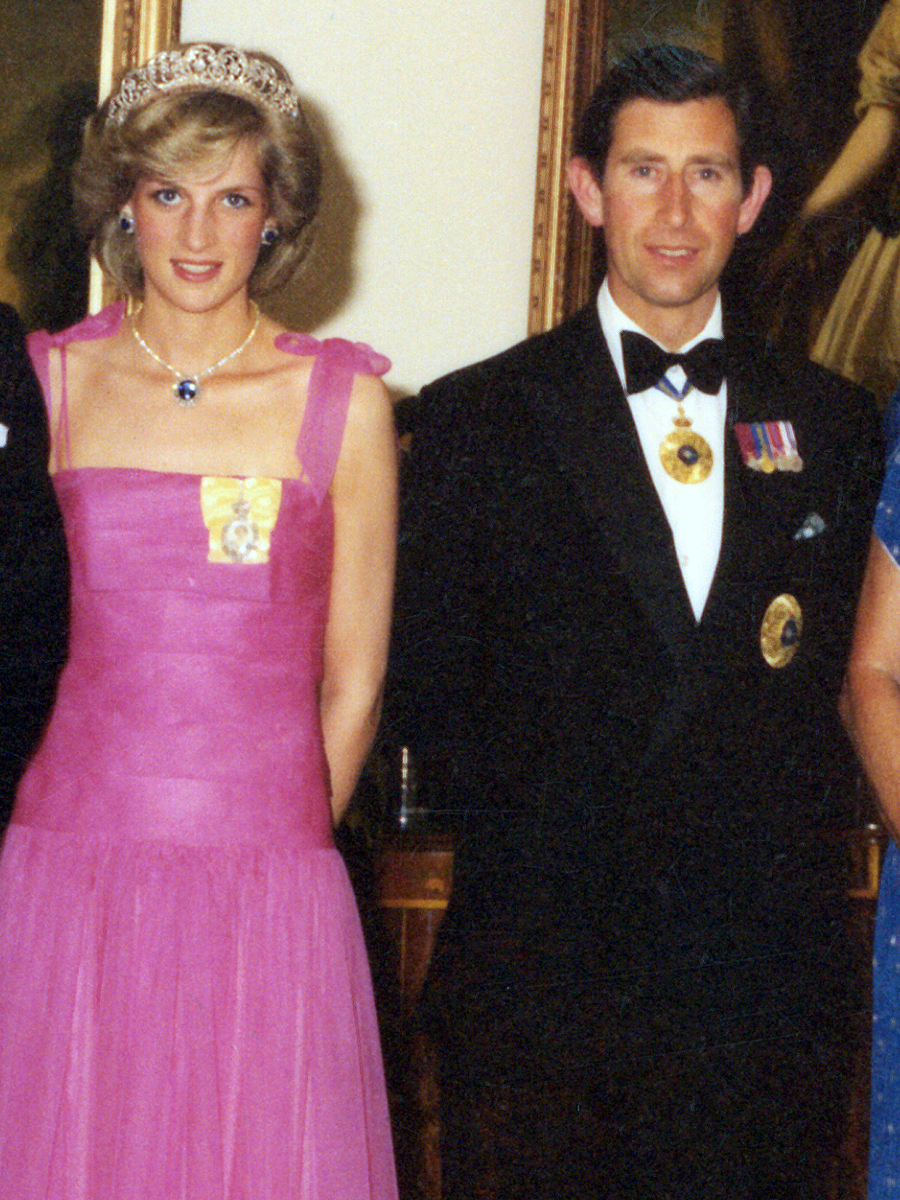
Принц Чарльз та принцеса Діана в 1983 році

Діана забезпечувала синам куди більше різноманітності та розваг, ніж прийнято у королівських дітей. Вона рідко підкорялася Чарльзу та королівській сім'ї, і якщо справа стосувалася дітей, то завжди була непримиренною. Діана вибирала їм імена, звільнила спеціально найняту королівською сім'єю няню і найняла іншу, обрану власноруч, вибирала їм навчальні заклади та одяг, планувала їх прогулянки і сама водила їх до школи настільки часто, наскільки дозволяв їй розклад. Свої громадські обов'язки принцеса також організовувала відповідно до їхнього розкладу. Діана називала Гаррі «шибеником, як і я», а Вільяма «моїм маленьким мудрим старцем», на якого вона покладалася, як на свою довірену особу, коли він був ще підлітком.

### Розлучення
До середини 1980-х стосунки подружжя погіршилися, зокрема, через тривалий роман Чарльза з Каміллою Паркер-Боулз (з якою згодом, після загибелі Діани, він одружився). Діана деякий час перебувала у близьких стосунках зі своїм інструктором з верхової їзди Джеймсом Г'юїттом, про що розповіла у 1995 році в телеінтерв'ю (роком раніше Чарльз зробив аналогічне зізнання щодо зв'язку з Каміллою).
Після того, як проблеми у шлюбі стали відомі громадськості, у 1992 році шлюб розпався, і подружжя жило окремо. Труднощі у стосунках супроводжувались широким розголосом у пресі аж до закінчення процесу офіційного розлучення, яке відбулось у 1996 році з ініціативи королеви Єлизавети II.
Після розлучення принцесса Діана отримала 17 мільйонів фунтів стерлінгів одноразово, і ще по 400 тисяч щорічно. Подружжя підписало угоду про конфеденційність, яка забороняла обговорювати деталі розлучення або подружнього життя.

### Останні роки життя
Незадовго до загибелі, у червні 1997 року, Діана почала зустрічатися з кінопродюсером Доді аль-Фаєдом, сином єгипетського мільярдера Мохамеда аль-Фаєда. Проте, окрім преси, цей факт не підтвердив ніхто з її друзів, також це заперечується у книзі дворецького Леді Діани — Пола Баррела, який був близьким другом принцеси.
Принцеса Діана мала зіграти роль у фільмі «Охоронець-2». Кевін Костнер розповів про те, що в 1997 році незадовго до загибелі Діани йшли переговори про зйомку.

### Загибель
Діана загинула в Парижі в автокатастрофі разом з Доді аль-Фаєдом; аль-Фаєд і водій Анрі Поль померли на місці, Діана, яку доставили з місця події (в тунелі перед мостом Альма на набережній Сени) в лікарню Сальпетрієр, померла через дві години. Причина аварії точно не з'ясована, існує ряд версій (алкогольне сп'яніння водія, необхідність їхати на швидкості від переслідувань папараці, а також різноманітні теорії змови). Єдиний пасажир «Mercedes», якому вдалося вижити, охоронець Тревор Ріс-Джонс, отримав важкі травми (його обличчя довелося хірургічно відновлювати) і заявив, що не пам'ятає подій. Тіло Діани наступного дня було забальзамоване і поховане у родинному склепі. 14 грудня 2007 року було представлено доповідь екскомісара Скотланд-Ярду лорда Джона Стівенса, в якій сказано:
|  | Британське розслідування підтвердило висновки, згідно з якими в крові водія автомобіля Анрі Поля кількість алкоголю на момент його загибелі було перевищено майже в три рази, ніж це припустимо за французьким законодавством. Крім того, швидкість машини перевищувала допустиму в цьому місці в два рази. Лорд Стівенс також зазначив, що пасажири, зокрема й Діана, не були пристебнуті пасками безпеки, що також відіграло свою роль у їхній загибелі. |

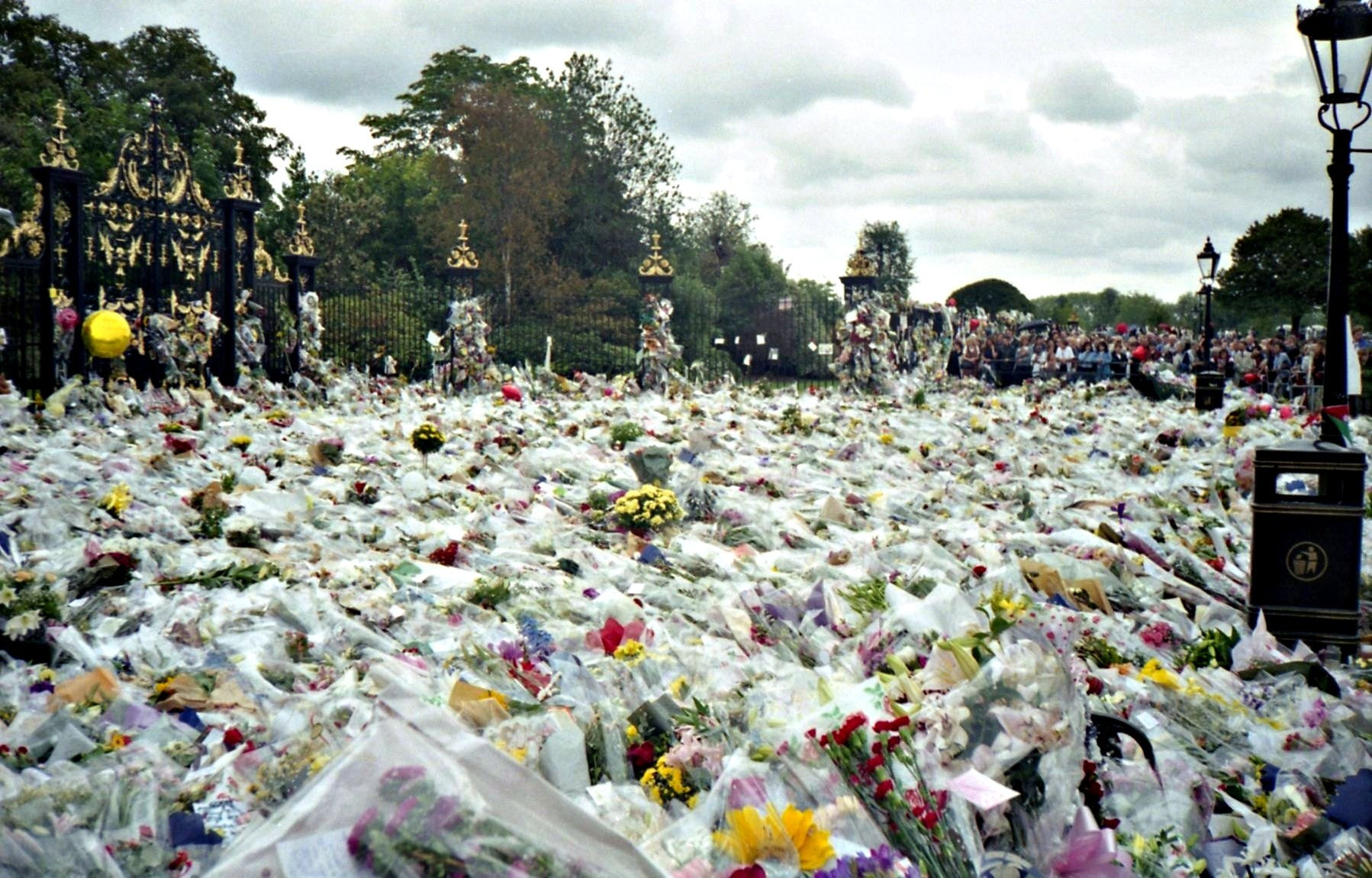
Квіти під Кенсінгтонським палацом після смерті Діани

Похована принцеса Діана в сімейному маєтку Спенсерів Елторп в Нортгемптонширі, на відокремленому острові, де вона колись народилась, посеред озера.

## Громадська діяльність
Принцеса Діана активно займалася благодійною та миротворчою діяльністю (зокрема, була активісткою руху за припинення виробництва протипіхотних мін і активісткою боротьби зі СНІДом). Діана прославилася своєю добротою й тим, що могла спілкуватися з представниками різних верств суспільства.
У 1983 році в розмові з прем'єр-міністром Ньюфаундленду Браяном Пекфордом, Діана сказала: «Мені дуже важко впоратись з тиском на мене, як на принцесу Уельську, але я вчусь справлятись з цим». Від неї, як від члена королівської родини, очікувалися регулярні візити до лікарень, шкіл та інших закладів. З середини 80-х Діана стала асоціюватися з багатьма благодійними організаціями. В 1988 вона здійснила 191 офіційний візит, в 1991 офіційних візитів було вже 397. Діана сформувала стійкий інтерес до серйозних захворювань, таких як СНІД та проказа. Принцеса отримала визнання серед благодійних організацій завдяки своїй філантропічній діяльності. Стівен Лі, директор Британського Інституту благодійних організацій, сказав: «Її вплив на благодійність, можливо, найбільший серед усіх людей XX століття».
Діана була патроном благодійних фондів і організацій, які допомагали бездомним, наркоманам, молоді і пристарілим. З 1989 року вона була президентом дитячої лікарні Ґрейт Ормонд Стріт. Також була патроном Музею природознавства і президентом Королівської музичної академії. З 1984 по 1996 рік Діана була президентом благодійної організації «Барнардо», що опікується доглядом за беззахисними дітьми. У 1988 році стала патроном Британського Червоного Хреста. Діана кілька разів на тиждень приїжджала до Королівського госпіталу Бромптон, де працювала, щоб підтримати важкохворих або помираючих пацієнтів. З 1991 по 1996 роки була патроном організації «Headway», що займається доглядом за дітьми, дорослими і пристарілими людьми, які отримали черепно-мозкову травму. У 1992 році стала першим патроном організації «Chester Childbirth Appeal», що опікується підтримкою новонароджених та їх матерів. У 1994 році принцеса допомогла своїй подрузі Джулії Семюел створити благодійну організацію «Child Bereavement UK» для допомоги дітям з сімей військовослужбовців, самогубців і невиліковно хворих батьків, а також стала патроном цієї організації. Пізніше Вільям став патроном замість матері.
22 липня 1987 року принцесу Діану внесли до списку почесних громадян Лондона за її заслуги в сфері благодійності. У грудні 1995 року в Нью-Йорку вона також отримала нагороду за благодійність. У жовтні 1996 року Діана отримала золоту медаль за допомогу літнім людям на церемонії в Ріміні, Італія. У липні 1996 року, наступного дня після оголошення розлучення з Чарльзом, принцеса також повідомила, що припиняє патронаж в понад 100 благодійних організаціях.
У травні 1997 року Діана відкрила Центр інвалідів і мистецтв імені Річарда Аттенборо на прохання її засновника, з яким товаришувала. У червні вона, погодившись на пропозицію Вільяма, продала деякі сукні та костюми в аукціонних домах «Крістіз», всі кошти були направлені в благодійні організації. 1 липня принцеса відзначила свій останній день народження у британській галереї Тейт. 21 липня відбувся її останній візит до лікарні Нортвік Парк. 4 вересня, після повернення з Парижа, вона мала з'явитися на зборі коштів для Дитячого остеопатичного центру.

## Пам'ять
- Її син, принц Вільям, назвав свою доньку (її онуку) Шарлотту Єлизавету Діану на честь матері.

- Її син, принц Гаррі, у весільному персні, подарованому його дружині Меган Маркл, використав камені з колекції принцеси Діани. У такий спосіб він хотів, щоб частинка його матері була присутня на його весіллі[79].

- 1 липня 2021 року до 60-річчя від дня її народження її обидва сини відкрили у Лондоні пам'ятник Принцесі Діані[80].

### У культурі
Про Діану написано багато книг різними мовами. Спогадами поділилися практично всі її друзі, близькі та колеги. Знято численні документальні та ігрові фільми. Існують як фанатичні шанувальники пам'яті принцеси, що наполягають навіть на її святості, так і гострі критики її особистості.
До 10-річчя з дня загибелі леді Ді було знято фільм «Принцеса Діана. Останній день у Парижі», в якому описано останні години її життя.
У 2007 році, через 10 років після її смерті, в день, коли принцесі Діані виповнилося б 46 років, було проведено пам'ятний «Concert for Diana». Ініціаторами концерту були принци Гаррі та Вільям, на концерті виступили світові зірки музики і кіно. Концерт відбувся на знаменитому стадіоні «Вемблі» в Лондоні, його відкривала улюблена група принцеси Діани — «Duran Duran».
У 2013 році вийшов фільм «Діана. Історія кохання». Події розгортаються навколо таємниці стосунків принцеси Діани і доктора Хасната Хана, який, за непідтвердженими даними, був коханням її життя. З чуток, цей 44-річний пакистанський хірург був єдиним, кого любила Діана. За кілька місяців до своєї загибелі в серпні 1997 року вона нібито просила його руки.